# محمية العضامي
محمية العضامي محمية طبيعية تقع على بعد حوالي 100 كم جنوب شرق حلب على الطرف الشمالي الغربي لبادية الشام.
تشكل محمية العضامي على طريق الحرير الرئة التي تتنفس منها المنطقة الجنوبية الشرقية من محافظة حلب وتلعب دورا هاما في حماية التنوع الحيوي والنباتي في المنطقة من خلال حفاظها على التربة من الانجراف وحمايتها للأنواع الحيوانية والأصول الوراثية للعديد من النباتات الطبيعية وخاصة في منطقة البادية.
ولم تقتصر مهمة محمية العضامي على الحفاظ على التنوع الطبيعي والحيوي، إنما تجاوزت ذلك لتقوم بحماية الحيوانات البرية المهددة بالانقراض ورفد المحميات البيئية الجديدة في المحافظات بالحيوانات حيث تم نقل 39 غزالا منها إلى محميات طوال العبا في محافظة الرقة ومرج السلطان في ريف دمشق والخضاريات في محافظة حمص.
تأسست  محمية العضامي عام 1998 بمساحة قدرها 10 هكتار. توسعت فيما بعد لتغطي مساحة 3 آلاف هكتار، مزروعة بالشجيرات الرعوية كالروثا والقطف الملحي والسوري والأمريكي والغضا يتم استنباتها في مشتل المحمية الرعوي الذي تبلغ مساحته 12 هكتارا والمخصص لإنتاج الغراس الرعوية.
وتتميز بادية حلب بوجود 7 محميات تمتد على مساحة 31 ألف هكتار من أصل المساحة الإجمالية للبادية والبالغة 248 الف هكتار وهذه المحميات هي مراغة وعين الزرقة وعويسان ودلبوح والمتياهة ورسم العظيان إضافة إلى محمية العضامي.

## التنوع الحيوي
تضم المحمية أنواعا نباتية طبيعية تتبع أجناس قبأ والخافور والنميص والخبيزة المصرية وجريدة الكمأة والمرار وبذر الدود والزباد والبختري والأربيان. تعيش فيها أيضا مجموعة من الطيور أهمها القبرة وأبو الحن البوم الهدهد اليمام والحمام البري والعصفور الدوري الباشق إضافة إلى الأرنب البري والأفاعي مبينا أنه يمر بالمحمية سنويا عدد من الطيور المهاجرة كالإوز العقاب اللقلق الكركي.

### تربية الغزلان
تحتوي المحمية مسيجا لتربية الغزلان بمساحة 75 هكتارا مجهزا بكل الوسائل اللازمة لحماية وتربية الحيوانات كالمظلات ومناهل المياه ومستودعات الأعلاف ونقاط الحراسة وكادر بشري مدرب للعناية بالغزلان بأنواعها المختلفة الريم الشامي والفارسي والسوداني والتي يبلغ عددها 490 رأسا والمها العربي 8 رؤوس إضافة إلى أنه سيتم خلال الفترة القريبة القادمة استقدام طيور النعام لتربيتها في المحمية.
توجد خطة لتوسيع المسيج الخاص بتربية الغزلان إلى 300 هكتار ليتسع لأكبر عدد من الطيور والحيوانات. تمثل المحمية مكانا ملائما لإقامة الندوات البيئية الخاصة بالتنوع الحيوي النباتي والحيواني وإقامة نوادي أصدقاء البيئة وخاصة بعد نجاح تجربة إقامة ناديين بيئيين في قريتي خناصر ورسم النفل القريبتين من المحمية إضافة إلى إنشاء مركز للتوعية البيئية ضمنها للتعريف بها وبنشاطاتها بهدف تطوير السياحة البيئية وتوعية المجتمع المحلي حول أهميتها والإسهام بحمايتها.
تسعى الهيئة من خلال المحميات لتطوير البادية من الناحية الاقتصادية والاجتماعية واستغلال مواردها الطبيعية والبشرية وإعداد المؤشرات والرؤى المستقبلية والأبحاث العلمية والبرامج التنموية وتوفير فرص عمل للسكان المحليين ضمنها.
يوجد كادر طبي متخصص في المحمية للعناية بالغزلان والمها العربي التي تتعايش مع بعضها وتفضل المناطق الصحراوية والرملية وتنشط في الصباح الباكر وعند الغروب للحصول على الماء والغذاء الذي يتكون من أعشاب حولية ودائمة وخاصة خلال الفترة الممتدة بين شهري آذار ونيسان من كل عام لافتا إلى أنه خلال السنين الماطرة لا تحتاج الغزلان للعلف نظرا لتوفر الأعشاب الحولية والمعمرة في المحمية.
تزايد عدد الغزلان في المحمية بمعدل 100 بالمئة خلال العامين الماضيين بسبب توفر الظروف المثالية والصحية التي تعتمد بالدرجة الأولى على نوع التغذية وعزل المحمية عما حولها كنوع من الوقاية والحماية من الأمراض الوافدة، نتيجة أن المصدر الذي استقدمت منه الغزلان سليم وخال من الأمراض باستثناء بعض حالات التسمم الدموي المعوي والطبيعي في بداية فصل الربيع نتيجة تناولها الأعشاب الخضراء مع بعض الأتربة ما يؤدي إلى توقف حركة الأمعاء الضعيفة وبالتالي حدوث بعض النفوقات.
تتم إضافة فيتامينات وأملاح مع الغذاء خلال فترة الجفاف لتعويض النقص لدى الغزلان وتجنيبها الأمراض.

### النباتات المعمرة
الغضا- روثة – رغل أمريكي – رغل ملحي – شيح - صر – رغل أسترالي-عكرش – قبأ- علندى –هربك – حلبلوب – حرمل.

### النباتات الحولية
القفعاء – خبيزة – جريد - أربيان – شقائق النعمان – أم لبيدة- جرجير - أدونيس – ربل –
شعير بري- ركيجة – كحل – قطينة – خرشوف - بختري – نفل – شيلم - سنيسلة – خشينة منجلية – نعناع بري – شويعرة.

### الحيوانات البرية
أرانب – الجربوع – العقارب.

### الزواحف
الرول - الأفاعي.
من الطيور : الورور – مساح (أبو حقب) – البوم – الباشق- العصفور – القبرة- الورش - الدراج.

## التربة
التربة رملية ملحية.